# إيفا روسو
إيفا روسو (بالإيطالية: Eva Russo)‏ (20 ديسمبر 1966 بكوليفيرو في إيطاليا - ) هي لاعبة كرة قدم إيطالية في مركز حراسة المرمى. شاركت مع منتخب إيطاليا لكرة القدم للسيدات. أما مع النوادي، فقد لعبت مع لاتسيو النسائي ‏.

## وصلات خارجية
- إيفا روسو على موقع IMDb (الإنجليزية)
- إيفا روسو على موقع قاعدة بيانات الفيلم (الإنجليزية)